# Abuso sexual de menor
Abuso sexual de menor, abuso sexual infantil ou abuso sexual de crianças é uma forma de abuso infantil em que um adulto ou criança ou adolescente mais velho usa uma criança ou adolescente para estimulação sexual. Formas de abuso sexual infantil incluem pedir ou pressionar a criança ou adolescente a se envolver em atividades sexuais (independentemente do resultado), exposição indecente (dos órgãos genitais, mamilos femininos, etc) para uma criança com a intenção de satisfazer os seus próprios desejos sexuais, ou para intimidar ou aliciar a criança, ter contato físico sexual com uma criança, ou usar uma criança para produzir pornografia infantil.
Os efeitos do abuso sexual de crianças podem incluir depressão, transtorno de estresse pós-traumático, ansiedade, transtorno de estresse pós-traumático complexo, propensão a mais vitimização na idade adulta, e lesão física à criança, entre outros problemas. O abuso sexual por parte de um membro da família é uma forma de incesto e pode resultar em trauma psicológico mais sério e de longo prazo, especialmente no caso de  incesto parental.
Segundo a lei, "abuso sexual infantil" é um termo guarda-chuva que descreve infracções penais e cíveis na qual um adulto se envolve em atividade sexual com um menor ou explora um menor para propósito de gratificação sexual. A Associação Psiquiátrica Americana afirma que "crianças não podem consentir em atividade sexual com adultos", e condena qualquer ação por um adulto: "Um adulto que se envolve em atividade sexual com uma criança está realizando um ato criminoso e imoral que nunca pode ser considerado como um comportamento normal ou aceitável socialmente."
A prevalência global de abuso sexual infantil foi estimada por uma meta-análise de  2009 em 19,7% para mulheres e 7,9% para homens. 

## Efeitos

### Efeitos psicológicos
O abuso sexual infantil pode causar danos tanto a curto prazo quanto a longo prazo, incluindo psicopatologias mais tarde na vida. Indicadores e efeitos incluem depressão, ansiedade, transtornos alimentares, baixa auto-estima, somatização, transtornos de sono, e transtornos dissociativo e de ansiedade incluindo estresse pós-traumático.  Enquanto crianças podem apresentar comportamento regressivo, como sucção do polegar ou xixi na cama, o mais forte indicador de abuso sexual é a atitude sexual e inapropriado conhecimento e interesse sexual.  As vítimas podem retirar-se das atividades escolares e sociais e apresentar vários problemas de aprendizagem e comportamentais, incluindo crueldade contra animais, déficit de atenção com hiperatividade (TDAH), Desvio de conduta e Transtorno desafiador opositivo (TDO). Gravidez na adolescência e comportamentos sexuais de risco podem aparecer na adolescência. Crianças vítimas de abuso sexual demonstram quase quatro vezes mais incidência de automutilação.
Um efeito negativo a longo prazo bem documentado é a vitimização repetida ou adicional na adolescência e na idade adulta. A relação causal foi encontrada entre abuso sexual na infância e várias psicopatologias adultas, incluindo crime e suicídio, além de alcoolismo e abuso de drogas.  Homens que foram abusados sexualmente quando crianças aparecem mais frequentemente no sistema de justiça criminal do que em um cenário de saúde mental clínico.  Um estudo que comparou mulheres já de meia-idade que foram abusadas quando crianças com homens não abusados e encontrou custos significativamente mais elevados de saúde para as mulheres.  Efeitos inter geracionais foram anotados, onde os filhos de vítimas de abuso sexual apresentaram mais problemas de conduta, problemas com colegas e problemas emocionais do que seus pares.
Ainda não foi identificado um padrão característico de sintomas específicos e há várias hipóteses sobre a causalidade dessas associações.
Estudos descobriram que 51% a 79% das crianças abusadas sexualmente apresentam sintomas psicológicos. O risco de dano é maior se o abusador é um familiar, se o abuso envolve relação sexual ou tentativa de relação sexual, ou se as ameaça ou força são usados. O nível de dano também pode ser afetada por vários fatores, tais como a penetração, a duração e frequência do abuso e uso de força. O estigma social do abuso sexual infantil pode combinar o dano psicológico a crianças, e os resultados adversos são menos prováveis para as crianças abusadas que têm ambientes familiares de apoio.

#### Dissociação e Transtorno de estresse pós-traumático (TEPT)
Abuso infantil, incluindo o abuso sexual, especialmente abuso crônico de partida em idades precoces, foi encontrado estar relacionado com o desenvolvimento de níveis elevados de sintomas dissociativos, que inclui amnésia com relação as memórias de abuso.  Em casos de abuso sexual grave (penetração, vários autores, duração de mais de um ano), os sintomas dissociativos são ainda mais proeminentes.
Além de transtorno dissociativo de identidade (TDI) e transtorno de estresse pós-traumático (TEPT), crianças vítimas de abuso sexual podem apresentar transtorno de personalidade limítrofe (TPL) e distúrbios alimentares tais como bulimia nervosa.

#### Fatores de pesquisa
Porque o abuso sexual infantil ocorre muitas vezes ao junto a outras variáveis possivelmente conjuntas, tais como ambiente familiar miserável e abuso físico, alguns estudiosos afirmam que é importante controlar essas variáveis em estudos que medem os efeitos do abuso sexual. Durante uma revisão da literatura relacionada em 1998, Martin e Fleming afirmaram "A hipótese apresentada neste trabalho é que, na maioria dos casos, o dano básico causado pelo abuso sexual em crianças é devido a capacidade da criança em desenvolver confiança, intimidade, agência e sexualidade, e que muitos dos problemas de saúde mental da vida adulta associados a histórias de abuso sexual infantil são efeitos de segunda ordem." Outros estudos encontraram uma associação independente de abuso sexual de crianças com resultados psicológicos adversos.

### Efeitos físicos

#### Ferimentos
Dependendo da idade e tamanho da criança, bem como o grau de força utilizada, o abuso sexual infantil pode causar lacerações internas e sangramentos. Em casos severos, podem ocorrer danos em órgãos internos o que em alguns casos, pode causar a morte. Herman-Giddens et al. encontraram seis casos certos e seis casos prováveis de morte devido a abuso sexual infantil na Carolina do Norte entre 1985 e 1994. As vítimas tinham idades entre 2 meses e 10 anos. As causas de morte incluíram trauma na genitália ou no reto e mutilação sexual.

#### Infecções
O abuso sexual infantil pode causar infecções e doenças sexualmente transmissíveis. Dependendo da idade da criança, devido à falta de suficiente lubrificação vaginal, as possibilidades de infecção são mais elevadas, sendo casos de vaginites.

#### Danos neurológicos
A pesquisa têm mostrado que o estresse traumático, incluindo o estresse causado pelo abuso sexual, provoca mudanças notáveis no funcionamento do cérebro e seu desenvolvimento. Vários estudos têm sugerido que o abuso sexual infantil grave pode ter um efeito deletério sobre o desenvolvimento do cérebro. Ito et al. (1998) encontrou "assimetria hemisférica invertida e uma maior coerência no hemisfério esquerdo em indivíduos vítimas de abuso"; Anderson et al (2002) registrou relaxamento transversal anormal  de tempo no vermis cerebelar dos adultos abusados sexualmente na infância; Teicher et al. (1993) descobriram que o abuso sexual infantil está associado com uma redução da área de corpo caloso, vários estudos têm encontrado uma associação da redução do volume do hipocampo esquerdo com o abuso sexual de crianças; e Ito et al. (1993) encontraram aumento de anormalidades eletrofisiológicas em crianças abusadas sexualmente.

## Incesto
O incesto entre a criança ou adolescente e um adulto aparentado tem sido identificado como a forma mais comum de abuso sexual de crianças, com enorme capacidade de dano à criança. Um pesquisador afirmou que mais de 70% dos abusadores são membros da família imediata ou alguém muito próximo à família. Outro pesquisador afirmou que cerca de 30% de todos os autores de abuso sexual têm algum parentesco com sua vítima, 60% dos agressores são amigos da família, como vizinhos, babá ou amigo da família e somente 10% dos agressores são estranhos. O crime de abuso sexual infantil onde o autor têm algum grau e parentesco com a criança, seja por sangue ou casamento, é uma forma de incesto descrito como abuso sexual infantil intrafamiliar.
A forma mais frequentemente relatada de incesto é entre pai-filha e padrasto-enteada, com a maioria dos relatórios restantes consistindo de mãe ou madrasta e filha/filho. O incesto pai-filho é relatado com pouca frequência, no entanto, não se sabe se a real prevalência é menor ou se é sub-relatada por uma margem maior. Da mesma forma, alguns argumentam que o incesto entre irmãos pode ser tão comum, ou mais comum, que outros tipos de incesto: Juliette Goldman e Usha Padayachi, num estudo sobre Queensland,    relataram 57% de incesto entre irmãos; David Finkelhor relatou cerca de 90%; enquanto Pat Cawson e outros mostram, no caso do Reino Unido,  que o incesto entre irmãos foi relatado duas vezes mais que o incesto perpetrado por pais/padrastos.
A prevalência de abuso sexual infantil pelos pais é difícil de avaliar devido ao sigilo e privacidade. No caso dos EUA, algumas estimativas indicam que 20 milhões de norte-americanos foram vítimas de incesto dos próprios pais quando crianças.

## Tipos
O abuso sexual infantil inclui uma variedade de crimes sexuais, incluindo:
- Agressão – um termo que define crimes onde um adulto toca um menor com o propósito de satisfação sexual, por exemplo, estupro (incluindo sodomia) e a penetração sexual com um objeto.[77]
- Exploração – um termo que definem crimes em que um adulto vitimiza um menor para gratificação sexual, ou lucro, por exemplo, prostituindo uma criança[78] e criar ou traficar pornografia infantil.[79]
- Aliciamento – define a conduta social de um potencial agressor sexual infantil que procura ter alguma aceitação de suas investidas, por exemplo, em um chat.

## Descoberta do abuso
As crianças que recebem respostas de apoio após a descoberta apresentaram menos sintomas traumáticos e foram abusadas por um período de tempo mais curto do que as crianças que não receberam apoio. Em geral, os estudos mostraram que as crianças precisam de apoio e recursos de redução do estresse após a descoberta de abuso sexual. As reações sociais negativas quanto a descoberta mostraram ser prejudiciais ao bem-estar da vítima. Um estudo relatou que as crianças que receberam uma reação negativa da primeira pessoa a quem relataram o abuso - especialmente um membro próximo da família - tiveram piores registros como adultos em relação os sintomas gerais de trauma, sintomas de transtorno de estresse pós-traumático e de dissociação.  Outro estudo descobriu que na maioria dos casos, quando as crianças relatam um abuso, a pessoa a quem relataram não respondeu de forma eficaz, culpou ou rejeitou a criança e mostrou pouca ou nenhuma ação para parar o abuso. A não-validação e as respostas não-favoráveis ao relato por parte da figura de apego primário da criança podem indicar um distúrbio relacional anterior ao abuso sexual, um fator de risco para o abuso que pode continuar e ser também um fator de risco por suas conseqüências psicológicas.

## Tratamento

### Criança e adolescente
As crianças muitas vezes são apresentadas para tratamento em uma de várias circunstâncias, incluindo investigações criminais, batalhas de custódia, comportamentos problemáticos e referências de agências de bem-estar da criança.
As três principais modalidades de terapia com crianças e adolescentes são a terapia familiar, a terapia em grupo e a terapia individual. Qual curso será usado depende de uma série de fatores que devem ser avaliados caso a caso. Por exemplo, o tratamento de crianças pequenas geralmente requer um forte envolvimento dos pais então a terapia familiar pode ter mais benefícios. Os adolescentes tendem a ser mais independentes e podem se beneficiar de terapia individual ou em grupo. A modalidade também se desloca durante o curso do tratamento, por exemplo, a terapia de grupo é raramente usada nas fases iniciais, já que o assunto é muito pessoal e/ou embaraçoso.
Os principais fatores que afetam tanto a patologia quanto a resposta ao tratamento incluem o tipo e a gravidade do ato sexual, sua frequência, a idade em que ela ocorreu e a origem da família da criança. O médico Roland C. Summit havia definido as diferentes fases passadas pelas vítimas de abuso sexual infantil como Síndrome da acomodação do abuso sexual infantil (ou Síndrome de acomodação da criança abusada sexualmente). Ele sugeriu que as crianças que são vítimas de abuso sexual representam uma gama de sintomas que incluem sigilo, desamparo, encarceramento, acomodação, revelação adiada e conflitosa e retratação. A síndrome constitui um esforço adaptativo que a criança faz de forma a garantir sua sobrevivência ao abuso sexual, todavia este processo acentua o sentimento de culpa da criança tornando mais difícil sua saída da situação abusiva.

### Vida adulta
Adultos com histórico de abuso sexual, muitas vezes se apresentam para tratamento com um problema de saúde mental secundário, que pode incluir o abuso de substâncias, transtornos alimentares, distúrbios de personalidade, depressão e conflitos em relacionamentos amorosos ou interpessoais.
Geralmente a abordagem é se concentrar no problema atual, ao invés do próprio abuso. O tratamento é variado e depende de questões específicas da pessoa. Por exemplo, uma pessoa com histórico de abuso sexual que sofre de depressão grave seria tratada de depressão. No entanto, muitas vezes há uma ênfase na reestruturação cognitiva, devido à natureza profunda do trauma. Algumas técnicas mais recentes, tais como a EMDR (Dessensibilização e Reprocessamento por Movimentos Oculares) têm-se mostrado eficaz.

## Prevalência
A prevalência global de abuso sexual infantil foi estimada em 19,7% para as mulheres e 7,9% para os homens, de acordo com um estudo de 2009 publicado no Clinical Psychology Review que examinou 65 estudos de 22 países. Usando os dados disponíveis, a maior taxa de prevalência de abuso sexual infantil geograficamente foi encontrado em África (34,4%), principalmente por causa das altas taxas na África do Sul, a Europa apresentou a menor taxa de prevalência (9,2%), América e Ásia tiveram as taxas de prevalência entre 10,1% e 23,9%. No passado, outros estudos concluíram similarmente que na América do Norte, por exemplo, cerca de 15% a 25% das mulheres e 5% a 15% dos homens foram sexualmente abusados quando eram crianças.

## Os abusadores
Vários profissionais que trabalharam com crianças vítimas de abusos concordam que o abuso não é o resultado de uma súbita perda de controlo, mas sim o resultado de um planeamento cuidadoso. O abusador é um homem comum, que pode ser o nosso vizinho do lado, não uma raridade.  
A maioria dos abusadores sexuais de menores são pessoas próximas de suas vítimas; cerca de 30% são parentes da criança, na maioria das vezes irmãos, pais, tios ou primos, cerca de 60% são outros conhecidos como "amigos" da família, babás ou vizinhos, e os estranhos são os infratores em cerca de 10% dos casos de abuso sexual infantil. A maioria dos abusos sexuais a crianças é cometido por homens, os estudos mostram que as mulheres cometem 14% a 40% dos crimes relatados contra meninos e 6% dos crimes relatados contra meninas. Algumas fontes indicam que a maioria dos infratores que abusam sexualmente de crianças pré-púberes são pedófilos, mas alguns infratores não correspondem às normas de diagnóstico clínico de pedofilia.
Dentro dos abusos familiares,  Jean Renvoize  tenta dar números mais exatos:  29% dos agressores eram o pai biológico da criança, 16% o padrasto, 9% um tio, 8%  o companheiro, 7% um irmão, 6,7 % o avô da vítima, 2%  o namorado da mãe, 1,7 % um meio-irmão e 0,7% um primo do sexo masculino. Por fim, fora da família, 4,7% por cento dos agressores eram babysitters, 1,7 % eram vizinhos e 1,7% eram amigos da família.        

## Europa

### Portugal
Em Portugal a APAV (Associação Portuguesa de Apoio à Vítima) coletou dados sobre 546 casos de abusos sexuais de 2012, onde 22.7% das vítimas são menores de 0 a 17 anos, a maioria do sexo feminino. São de assinalar,
porém, as vítimas situadas nas faixas etárias entre os 11 e os 17 anos de idade em 8,2% (45 vítimas). Segundo dados estatísticos do Ministério da Justiça, entre 2016 e 2018, foram registados 2752 crimes de abuso sexual de menores nas autoridades policiais portuguesas. Mais de 5 mil processos deram entrada na Polícia Judiciária  (PJ). Ainda segundo os dados, a maior parte dos abusos ocorre dentro da família.
A 13 de Fevereiro de 2023, a Comissão Independente para o Estudo dos Abusos Sexuais de Crianças na Igreja Católica Portuguesa divulgou um relatório com as conclusões do trabalho realizado ao longo de 2022 e que resultou na recolha de centenas de testemunhos de vítimas: foram recebidos 512 testemunhos validados, com base nos quais se identificou "um número mínimo" de 4.815 vítimas.  O relatório afirma que os dados apurados nos arquivos eclesiásticos relativamente à incidência dos abusos sexuais devem ser entendidos como "a ponta do iceberg".

### Reino Unido
No Reino Unido, um estudo de 2010 estimou a prevalência de cerca de 5% para os meninos e 18% para as meninas (não muito diferente de um estudo de 1985 que estimou cerca de 8% para os meninos e 12% das meninas). Mais de 23 mil incidentes foram registrados pela polícia do Reino Unido entre 2009 e 2010. As meninas eram seis vezes mais prováveis de serem atacadas do que os meninos com 86% dos ocorrendo contra elas.

## América do Norte

### Estados Unidos
As estimativas para os Estados Unidos variam amplamente. A revisão de literatura de 23 estudos encontrou taxas de 3% a 37% para os homens e de 8% a 71% para as mulheres, o que produziu uma média de 17% para os meninos e 28% para as meninas, enquanto uma análise estatística com base em 16 estudos transversais estima a taxa em 7,2% para o sexo masculino e 14,5% para o sexo feminino. O Departamento de Saúde e Serviços Humanos dos EUA informou 83.600 relatos comprovados de crianças abusadas sexualmente em 2005. Incluir incidentes que não foram relatados faria o número total ainda maior. De acordo com Emily M. Douglas e David Finkelhor, "Vários estudos nacionais descobriram que crianças negras e brancas experimentaram níveis quase iguais de abuso sexual. Outros estudos, no entanto, descobriram que ambos negros e latinos têm um risco aumentado para a vitimização sexual".

## América do Sul

### Brasil

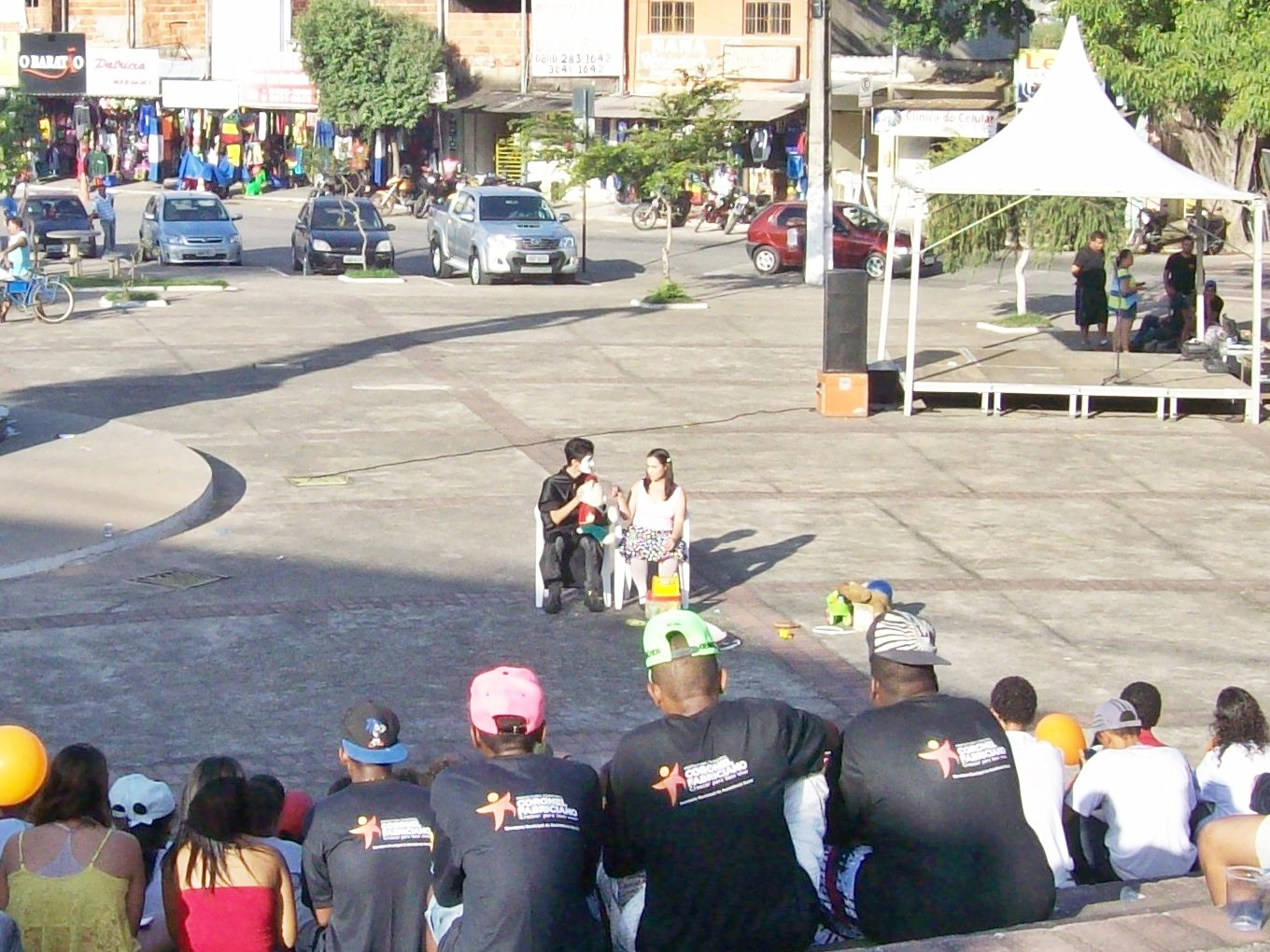
Teatro sobre violência sexual contra menores no município de Coronel Fabriciano, em Minas Gerais.

O Brasil registra em média, 130 casos por dia de violência sexual contra crianças e adolescentes.
Em 2009, foi publicado um artigo no jornal O Tempo, chamando a atenção para o aumento de casos de abuso sexual infantil no Brasil.
Segundo dados de 2012, no Brasil a violência sexual em crianças de 0 a 9 anos é o segundo maior tipo de violência nessa faixa etária, ficando pouco atrás de notificações de negligência e abandono, os dados são do sistema de Vigilância de Violências e Acidentes (VIVA) do Ministério da Saúde. A maior parte das agressões ocorreram na residência da criança (64,5%). Em relação ao meio utilizado para agressão, a força corporal/espancamento foi o meio mais apontado (22,2%), atingindo mais meninos (23%) do que meninas (21,6%). Grande parte dos agressores são pais e outros familiares, ou alguém do convívio muito próximo da criança e do adolescente, como amigos e vizinhos.
Em 2018, a Secretaria de Segurança Pública do Pará (Segup) informou que foram registrados 62 casos de violência contra menores em escolas públicas do Pará. Entre 2014 e 2017, um levantamento feito pelo R7, da RecordTV através do ROE (Registro de Ocorrências Escolares) via Lei de Acesso à Informação, informou que foram registrados 967 casos de abuso ou assédio sexual nas escolas estaduais de São Paulo.
Ainda em 2018, o Ministério da Saúde divulgou que foram notificados, entre 2011 e 2017, 184.524 casos de violência sexual contra crianças e adolescentes, um aumento de 83%. Foi observado que a maioria dos casos de abusos ocorrem em casa e são cometidos por familiares ou pessoas próximas às vítimas.  Uma investigação feita para a reportagem da BBC Brasil revelou "um verdadeiro buraco negro de informações e descontrole estatístico por parte das autoridades. A reportagem, que envolveu dezenas de telefonemas e envios de emails para autoridades federais e também em todos os 26 Estados e no Distrito Federal, revela que nenhum órgão mapeia denúncias e monitora o que acontece com elas [crianças vítimas de abusos]. Não há controle consistente e padronizado em nível federal, estadual ou municipal que acompanhe quantas eram procedentes, quantas se tornaram inquéritos policiais, quantas chegaram à Justiça ou o que aconteceu com as crianças."
No levantamento do Disque 100 divulgado em 2018, mostrou que crianças de 4 a 7 anos foram as principais vítimas de agressão no Brasil em 2017. Foram 84.049 denúncias, 10% a mais que em 2016.
Em outubro de 2019, o The Intercept divulgou que existe uma "rotina caótica dos conselhos tutelares em São Paulo". Mesmo com o estado tendo registrado 5.859 casos de estupro de vulnerável em 2019, no Sistema de Informações para Infância e Adolescência (Sipia), só constava um caso que ocorreu em 2000.
Em 2023, o Ministério da Saúde divulgou um novo boletim epidemiológico que revelou dados alarmantes sobre a violência sexual contra crianças e adolescentes no Brasil. De acordo com o relatório, familiares e conhecidos são responsáveis por 68% dos casos de violência sexual contra crianças de 0 a 9 anos, e em relação às vítimas de 10 a 19 anos, o crime é cometido por pessoas próximas em 58,4% dos casos. No período entre 2015 e 2021, o país registrou mais de 200 mil casos de abuso sexual contra crianças e adolescentes. Durante esse período, foram notificados mais de 83 mil episódios de abuso sexual envolvendo crianças e mais de 119 mil atos violentos contra adolescentes, totalizando 202.948 casos. É importante ressaltar que esses são apenas os casos notificados, e acredita-se que o número real de ocorrências seja ainda maior. O boletim também destaca que em 2021 foi registrado o maior número de notificações ao longo do período analisado, com 35.196 casos. Esses números são extremamente preocupantes e exigem ações efetivas para combater essa grave violação dos direitos das crianças e adolescentes.